# Peachia boecki
Peachia boecki är en havsanemonart som först beskrevs av Daniel Cornelius Danielssen och Johan Koren 1856.  I den svenska databasen Dyntaxa används istället namnet Peachia boekii. Peachia boecki ingår i släktet Peachia och familjen Haloclavidae. Arten är reproducerande i Sverige. Inga underarter finns listade i Catalogue of Life.